# Harmonia antipodum
Espèce
Harmonia antipodum est une espèce d'insectes de la famille des coccinelles.

## Description
Elle mesure 3 mm de long et est de couleur brune.

## Répartition
Elle est endémique en Nouvelle-Zélande. On la trouve dans les forêts de l'île du Nord.

## Habitat
Elle vit sur Dacrydium cupressinum à la fois sur les feuilles et sous l'écorce.

## Espèce voisine
Une autre coccinelle du même genre (Harmonia conformis) a été importée en Nouvelle-Zélande, mais elle est beaucoup plus grande et de couleur plus voyante.